# 1730 în literatură
Anul 1730 în literatură a implicat o serie de evenimente și cărți noi semnificative.  